# 胸帶
胸带（pectoral girdle）又称肩带（shoulder girdle），是脊椎动物前肢与躯干相连的骨骼的称呼。
胸带主要由三块骨头组成，不过不是所有的脊椎动物都有这些骨头：
- 肩胛骨[2]
- 锁骨[3]
- 喙骨[4]

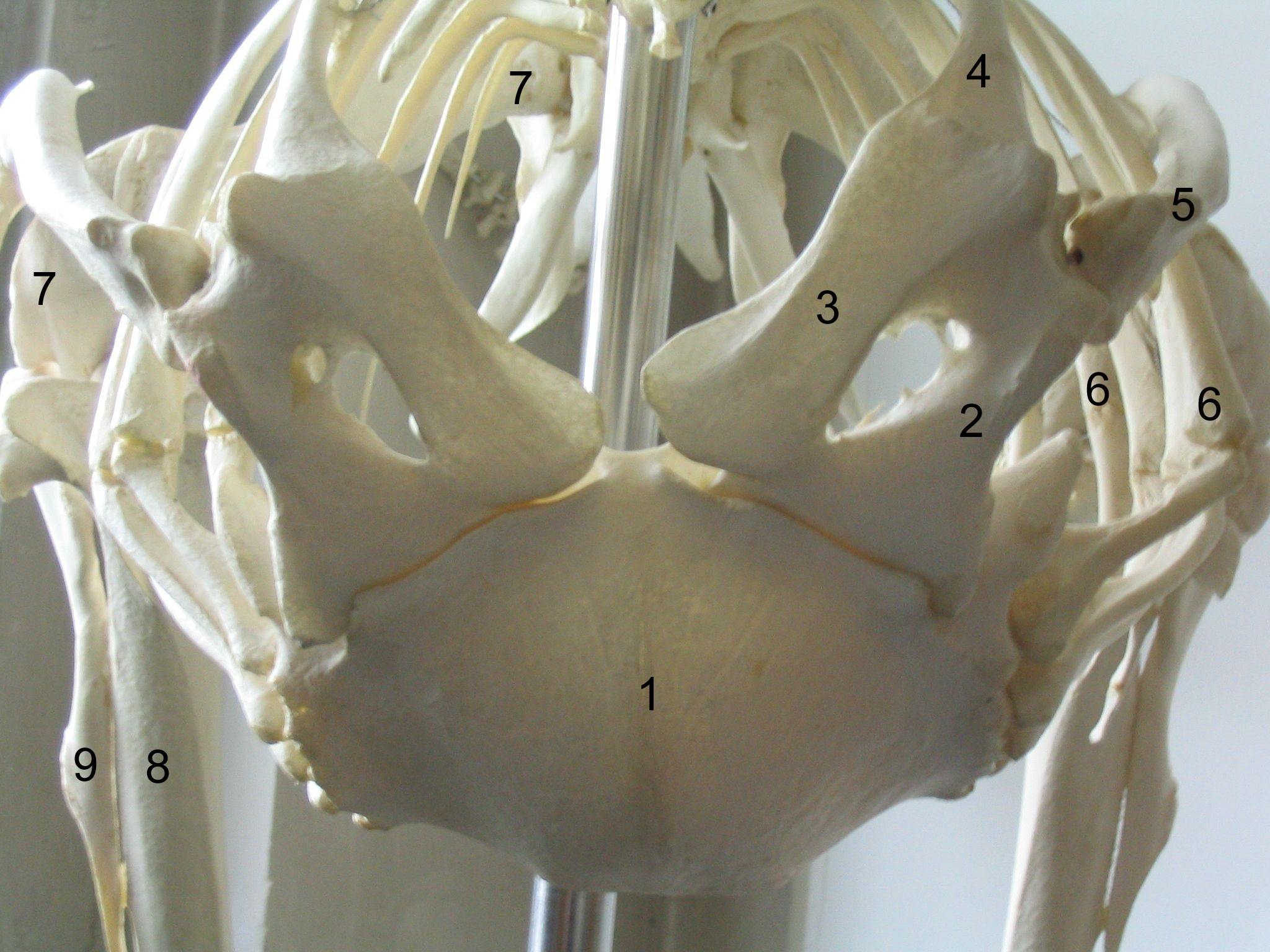
从前方看鸵鸟的骨骼：1：胸骨；2：喙骨；3：锁骨；4：肩胛骨（5：肱骨；6：肋骨；7：股骨；8：胫骨；9：腓骨）

硬骨魚的肩胛骨和喙骨连在一起，呈状。锁骨仅是皮肤硬化，还没有完全形成。两栖动物没有锁骨。爬行动物的锁骨和肩胛骨往往只是软骨。而且在锁骨和胸骨之间还有一块间锁骨（Interclavicula）。没有四肢的爬行动物（如蛇）也还有退化的锁骨和肩胛骨。鸟有所有三块骨头，其中喙骨是最强的。
哺乳动物（包括人）的喙骨退化为肩胛骨的一个突出（processus coracoideus），只有单孔目动物还有独立的喙骨。大多数哺乳动物的锁骨也退化了。人类的锁骨还通过关节与胸骨相连。除灵长目动物外大多数哺乳动物的前肢仅通过肩胛骨与躯干相连。在肩胛骨与胸骨间有强有力的肌肉。

## 备注
1. ↑  人类胸带的拉丁语是 cingulum membri superioris [1]，意思是“上肢带”，或 cingulum pectorale，即肩带。动物胸带的拉丁语为 cingulum membri thoracici，意思是“胸肢带”。